# 우곡서원
우곡서원은 대한민국 경상북도 의성군 의성읍 업리에 있다. 2013년 5월 28일 의성군의 문화유산 제25호로 지정되었다.

## 개요
서원은 조선 순조 18년(1818)에 지방유림의 공의로 금산 오국화(吳國華)의 학문과 덕행을 추모하기 위해 창건하여 위패를 모셨다. 선현배향과 지방교육의 일익을 담당하다 1868년 대원군의 서원철폐령으로 훼철되었다가 1983년에 복원하였다.